# Henry Hoare II
Henry Hoare II (1705-1785), connu sous le nom de « Henry the Magnificent » (Henry le magnifique), est un banquier et un concepteur-propriétaire de jardin anglais.

## Biographie
Né en 1705 et instruit à l'école de Westminster, Henry Hoare domine la lignée fondée par Richard Hoare : sa richesse et son charisme personnel font sa renommée. Henry est associé pendant près de 60 ans à la maison de banque C. Hoare & Co. Son surnom, « Henry The Magnificent » est dérivé en partie de son influence en tant que grand patron des arts, mais surtout parce qu'il a aménagé les jardins de Stourhead dans le Wiltshire, un domaine acheté par son père, Henry Hoare I (1677–1724). 
En 1734, il est élu député de Salisbury. 
Il est mort en 1785, laissant le domaine de Stourhead à son petit-fils, le fils de sa fille Ann (1734–1759), Richard Colt Hoare.